# Клятва

«Клятва в залі для гри в м'яча»

Клятва — урочиста або особиста констатація факту чи обіцянка, що підкріплюється закликом до когось або чогось, має ритуальний чи релігійний характер. Клятьба підтверджується тим, що виконавець клятви вважає священним, як правило, Бог, як свідчення обов'язкового характеру виконання обіцянки або правдивості в констатації факту.
Клятва часто супроводжується прийняттям присяги або робленням урочистої обітниці.
Суть божественної клятви є закликом божественної сили, щоб вона стала гарантом власної чесності виконавця клятви. Мається на увазі, що це накличе гнів на виконавця, якщо він не виконує своїх зобов'язань.
Особа, яка дає клятву, повідомляє про це низкою способів. Найбільш поширеними є проголошення «Клянусь», але будь-яка заява або обіцянка, що включає в себе призов когось «за свідка» або «хай допоможе мені ..,» з «..буде щось або хтось» є клятвою. Багато людей дають, тримаючи в руках або над головою книгу Священного Писання, або священний об'єкт, що свідчить про священні свідків своїх дій.
Християнство не сприймає клятви. Якщо у Старому Завіті клятви мають місце, то Новий Завіт прямо забороняє промовляти клятви (Мф.5:34—36, Пос. Як.5:12).

## Приклади клятв
- Клянусь всім, що в мене є.
- Клянусь, не зійти мені з цього місця.
- Клянусь буком та берестом. — Українська народна побутова клятва.
- «Я не оскверню цією священної зброї і не покину мого товариша. Я буду захищати не тільки те, що святе, але і те, що не свято, як один, так і разом з іншими. Я передам нащадкам батьківщину не принижену або зменшену, але збільшену і в положенні покращеному порівняно з тим, в якому я її успадкував. Я буду почитати рішення мудрих. Я буду коритися законам, які були або будуть народом прийняті, і якщо хто надумає порушити їх, я не повинен того допускати, і стану захищати їх, все одно доведеться мені робити це одному або будуть зі мною інші. Я буду шанувати вірування». — Клятва Ефеб, Уссінг. Виховання і навчання у греків і римлян. — СПб., 1878 р., стор 141.

## Християнство про клятви
Середньовічна церква засуджувала використання будь-яких клятв, підставою для чого служив пряма заборона Христа в Нагірній проповіді «А Я кажу вам не клястися зовсім»(Мф 5. 33-37). Відповідні заборони містило і канонічне право. У древньослов'янській Кормчій книзі 14 титулів, відомій на Русі з XI ст.
Також клятвопорушення і клятви заборонені 25 Апостольським правилом, 18 правилом Халкидонського собору, 93 правилом Трульського собору. Правила Василя Великого, зокрема 82 засуджують в клятву і передбачають для «тих хто клянеться» покарання: для мирян — відлучення від Церкви до 10 років (в різних правилах з цього приводу встановлюються різні умови і терміни відлучення), для духовних осіб — в будь-якому випадку позбавлення сану. 29-е прав. св. Василя Великого містить міркування про те, як треба навчати тих хто клянеться; в цій постанові не просто засуджується клятва, але пояснюється, що її принесення не можна розглядати як абсолютне зобов'язання, і тому немає нічого страшного в порушенні обіцянок, якщо їх виконання зажадає порушення істинно важливих моральних принципів і законів.

### Іван Золотоустий
Переконаним противником принесення клятви був також Іван Золотоустий, який неодноразово висловлювався на цю тему, зокрема в тлумаченні Нагірної проповіді (його «Слово про тих хто клянуться».) Він пише у цьому творі наступне: «Не всякий, гріх тягне за собою однакове покарання; гріхи, які можуть бути легко виправлені, накликають на нас більше покарання; Ті що клянуться не можуть мати ніякого виправдання, крім лише зневаги до імені Божого. Я знаю, що здаюся вам вже тяжким і ненависним, докучаючи, мабуть, постійними умовляннями; і все ж не полишу докучати (вам), щоб ви, хоч засоромившись такого мого безстидства, відстали від поганої звички клястися…Отже, примусимо себе залишити звичку клястись та змінимось на краще».
Далі він говорить про Євангеліє і євхаристі., що на них неприпустимо давати клятви: «Що ти робиш, чоловіче? Клянешся біля священної трапези, і де лежить закланний Христос, там заколюєш свого брата? Розбійники хоч вбивають на дорогах; а ти на очах у матері вбиваєш її сина, здійснюючи злочинніше вбивство, ніж Каїн; той убив брата в пустелі теперішньою смертю, а ти вбиваєш брата серед церкви смертю майбутньою. Хіба церква існує для того, щоб ми клялися в ній? Для того вона, щоб ми молилися в ній. Хіба священна трапеза стоїть для того, щоб змушувати перед нею клястися? Для того стоїть вона, щоб ми розв'язували наші гріхи, а не пов'язували. Засоромся, якщо не чогось іншого, то хоч тієї самої книги, яку протягуєш для клятви; розкрій Євангеліє, яке тримаючи в руках, ти наказуєш, щоб клястися, і почувши, що там заповідає Христос щодо клятв, затремти і відмовся від своєї вимоги. Що ж говорить Він там про клятви? „А Я кажу вам не клястися зовсім“ (Мф. 5:34). А ти той самий закон, який забороняє клястися, робиш свідком клятви? Яке образа! Яке протизаконня! Адже ти робиш те ж саме, як якщо б узяв в свої спільники законодавця, який забороняє вбивати, і в його присутності велів вбити.»
Далі святий розповідає про Історію Іонафана і його батька Саула, який поклявся що військо не буде їсти поки не вб'є ворога. (1 Цар. 14:24 і далі). В кінці Іоан Златоуст підсумовує «Чи бачиш і насильство, і синовбивство, і батьковбивство, і міжусобну війну, і сварку, і вбивства, і потоки крові, і тисячі трупів через одну клятву? Бачиш, які ями погибелі вчинила клятва? Отже, щоб і з нами не трапилося того ж, що і з ними, відстанемо від поганої звички клястися, щоб, залучивши цим благовоління Боже на себе, і справжнє життя безпечно пройти, і удостоїтися майбутніх благ, благодаттю і людинолюбством Господа нашого Ісуса Христа, якому слава і держава, з Отцем і пресвятим Духом, нині, і повсякчас, і на віки віків. Амінь.»

### Василій Великий
«Ті, хто клянеться не приймати рукопокладання, коли вимовили клятву, нехай не примушуються порушувати її…» йдеться у 10 правилі Василія Великого. У 64 правилі пише: «Клятвопорушник, десять років нехай не прилучається: два роки знаходячись поміж тими, що плачуть, три — між тими, що слухають Писання, чотири — між тими, що припадають, один — стоячи з вірними, і тоді сподобиться Причастя.»
У 29 правилі Василія Великого пише «Керівників, котрі клянуться вчинити підлеглим зло, необхідно ретельно лікувати»…. і далі святий додає «І взагалі клятва заборонена, а тим паче ту слід осуджувати, яку дають на зло. Тому той, хто поклявся, повинен виправити свої думки, а не намагатися утвердити своє беззаконня…».